# Zanclea migottoi
Zanclea migottoi is een hydroïdpoliep uit de familie Zancleidae. De wetenschappelijke naam van de soort werd in 2008 gepubliceerd door Galea.